# Sakura Drops / Letters
Singles de Hikaru Utada
Hikari
(2002) Colors
(2003)
Sakura Drops / Letters (SAKURAドロップス/Letters) est le onzième single d'Hikaru Utada (sous ce nom), sorti en 2002.

## Présentation
Le single sort le 9 mai 2002 au Japon sur le label EMI Music Japan, moins de deux mois seulement après le précédent single de la chanteuse, Hikari. Il atteint la 1re place du classement des ventes de l'Oricon et reste classé pendant 10 semaines, se vendant à 686 720 exemplaires, ce qui en fait le sixième single le plus vendu en 2002 au Japon.
C'est un single "double face A" contenant deux chansons principales et leurs versions instrumentales, le troisième de la chanteuse après Automatic / Time Will Tell sorti en 1998 et For You / Time Limit en 2000. Les deux chansons figureront sur l'album Deep River qui sort le mois suivant, ainsi que sur la compilation Utada Hikaru Single Collection Vol.1 de 2004. La première chanson, Sakura Drops, a servi de thème musical au drama First Love, et la deuxième, Letters, de thème musical a une publicité pour NTT DoCoMo. Seule Sakura Drops bénéficie d'un clip vidéo, réalisé par Kazuaki Kiriya que la chanteuse épousera dans l'année ; cette chanson sera reprise plusieurs fois par des artistes japonais.

## Titres
Toutes les chansons sont écrites et composées par Hikaru Utada.
| 1. | Sakura Drops (SAKURAドロップス)                       | Hikaru Utada, Kei Kawano | 4:59 |
| 2. | Letters                                               | Hikaru Utada, Kei Kawano | 4:48 |
| 3. | Sakura Drops -Original Karaoke- (SAKURAドロップス...) | Hikaru Utada, Kei Kawano | 4:57 |
| 4. | Letters -Original Karaoke-                            | Hikaru Utada, Kei Kawano | 4:45 |